# Michał Kolanowski
Michał Kolanowski (ur. 18 września 1936 w Przybysławiu, zm. 2 lutego 2016 w Słupsku) – polski stolarz, poseł na Sejm PRL VI i VII kadencji.

## Życiorys
Syn Jana i Franciszki. W 1953 został absolwentem Zasadniczej Szkoły Zawodowej Przemysłu Drzewnego w Jarocinie i stolarzem w Sobieszowskiej Fabryce Mebli. W styczniu 1955 przeszedł do pracy w Słupskich Fabrykach Mebli. Pełnił funkcje przewodniczącego rady zakładowej i członka prezydium rady zakładowej. W 1956 przystąpił do Polskiej Zjednoczonej Partii Robotniczej. Zasiadał w Komitecie Miejskim i Gminnym partii w Słupsku oraz w egzekutywie oddziałowej organizacji partyjnej przy SFM. W latach 1973–1981 był członkiem egzekutywy Komitetów Wojewódzkich PZPR (do 1975 w Koszalinie, a następnie w Słupsku). Zasiadał w prezydium Wojewódzkiego Komitetu Frontu Jedności Narodu.
W 1972 i 1976 uzyskiwał mandat posła na Sejm PRL w okręgach kolejno koszalińskim i słupskim. Przez dwie kadencje zasiadał w Komisji Leśnictwa i Przemysłu Drzewnego, ponadto w trakcie VII kadencji zasiadał w Komisji Zdrowia i Kultury Fizycznej.
Pochowany na Starym Cmentarzu w Słupsku.

## Odznaczenia
- Srebrny Krzyż Zasługi
- Odznaka „Zasłużony dla Leśnictwa i Przemysłu Drzewnego”
- Honorowa odznaka „Za Zasługi w Rozwoju Województwa Koszalińskiego”